# Bremens flygplats
Bremens flygplats (tyska: Flughafen Bremen) är en flygplats i Bremen i Tyskland.

## Historik
- 1913 Flygplatsen grundas
- 1920 startade KLM en förbindelse från Amsterdam via Bremen och Hamburg till Köpenhamn
- 1945 togs flygplatsen över av de amerikanska trupperna för att återlämnas till staden 1949.
- 1989 var det första året flygplatsen hade fler än 1 miljon passagerare.

## Marktransport
Spårvagnar förbinder flygplatsen med staden och de avgår var 10:e minut (Söndag och helgdag var 30:e minut). Resan tar ca 10 minuter.

## Flygbolag och destinationer
- Air France
  - Air France operatör HOP! (Paris-Charles de Gaulle)
- Air Via (Bourgas, Varna) säsong
- Blue Wings (Antalya)
- Bulgarian Air Charter (Bourgas, Varna) säsong
- KLM
  - KLM operatör KLM Cityhopper (Amsterdam)
- Lufthansa (Frankfurt, München)
  - Lufthansa Regional operatör Eurowings (Frankfurt)
  - Lufthansa Regional operatör Lufthansa CityLine (München, Stuttgart)
- Pegasus Airlines (Antalya)
- Ryanair (Alghero, Budapest, Bratislava (upphör 31 maj), Dublin, Edinburgh, Girona, Göteborg (startar 29 okt), Haugesund (startar 3 juni), London-Stansted, Málaga, Malta, Manchester, Milano-Bergamo, Murcia, Oslo-Torp, Paris-Beauvais, Pisa, Riga, Stockholm-Skavsta, Tammerfors, Trapani, Venedig-Treviso, Verona)
- Sky Airlines (Antalya)
- SunExpress (Antalya)
- Tunisair (Monastir)